# Josef Jurásek
Josef Jurásek (* 16. listopadu 1950 Šumperk) je český herec.

## Život
V roce 1975 vystudoval činoherní herectví na Janáčkově akademii múzických umění (JAMU) v Brně, poté nastoupil do angažmá v Severomoravském divadle Šumperk (1969–1971), od 1. srpna 1975 působí v Městském divadle Brno. Vedle své herecké profese byl členem šermířské skupiny DUEL a šerm rovněž vyučoval na JAMU a konzervatoři. Na svém kontě má řadu pohybových spoluprací v českých a moravských divadlech. Např. s režisérkou Hanou Burešovou spolupracoval na inscenacích " Maškaráda" v Divadle v Dlouhé, "Znamení kříže", " Amfitryon", " Smrt Pavla I." a " Tři mušketýři" v Městském divadle Brno.

## Role v Městském divadle Brno
V minulosti:
- Laerte (Hamlet)
- Švanda (Strakonický dudák)
- mlynář (Lucerna)
- Martin Kabát (Hrátky s čertem)
- Tom (Skleněný zvěřinec)
- Frank (Komik)
- Fidel Castro (Hra o lásce, smrti a věčnosti…)
- Milonov (Les)
- Stanley Kowalski (Tramvaj do stanice Touha)

V současnosti:
- Dr. Finache (Brouk v hlavě)
- de Valvert (Cyrano z Bergeracu)
- Montek (Romeo a Julie)
- Četník (Naši furianti)
- Otec (Svět plný andělů)
- Vincenzio (Zkrocení zlé ženy)